# Zembra
Zembra (arabe : زمبرة ) est une île rocheuse située dans le nord-est du golfe de Tunis.

## Étymologie
Connue sous la dénomination de Zembra, d'origine italienne, son nom local est Jamour el kebir (جمور الكبير) et son nom latin Aegimures. 

## Histoire
Dans l'Antiquité, elle est probablement assimilée à Phoinikoussai (îles des Phéniciens) qu’Hécatée de Milet (vers 500 av. J.-C.) situe dans le « golfe libyque » face à Carthage.
Les îles Aegimures sont souvent mentionnées par plusieurs auteurs anciens — Strabon (Livre II, 5, 19), Ptolémée (Livre IV, 3, 12), Tite-Live (XXX, 24, 8), le De Bello Africo (en) (XLIV, 2) et l'anonyme Itinéraire maritime (492, 13 et 515, 1) — mais seul Pline l'Ancien mentionne qu'il s'agit de deux îles (Zembra et Zembretta).

## Géographie
Située à une quinzaine de kilomètres de Sidi Daoud et à une cinquantaine de kilomètres du port de La Goulette, elle représente le prolongement naturel de la péninsule du cap Bon. Sa superficie est de 389 hectares. L'îlot de Zembretta, situé à environ cinq kilomètres à l'est, a une superficie de deux hectares.

## Faune et flore
Dotée d'un écosystème spécifique et assez fragile, l'île de Zembra est classée par l'Unesco, depuis janvier 1977, comme aire protégée. Le parc national qui regroupe les deux îles est créé par le décret présidentiel du 1er avril 1977. L'archipel constitué des deux îles est aussi une zone importante pour la conservation des oiseaux (TN003).

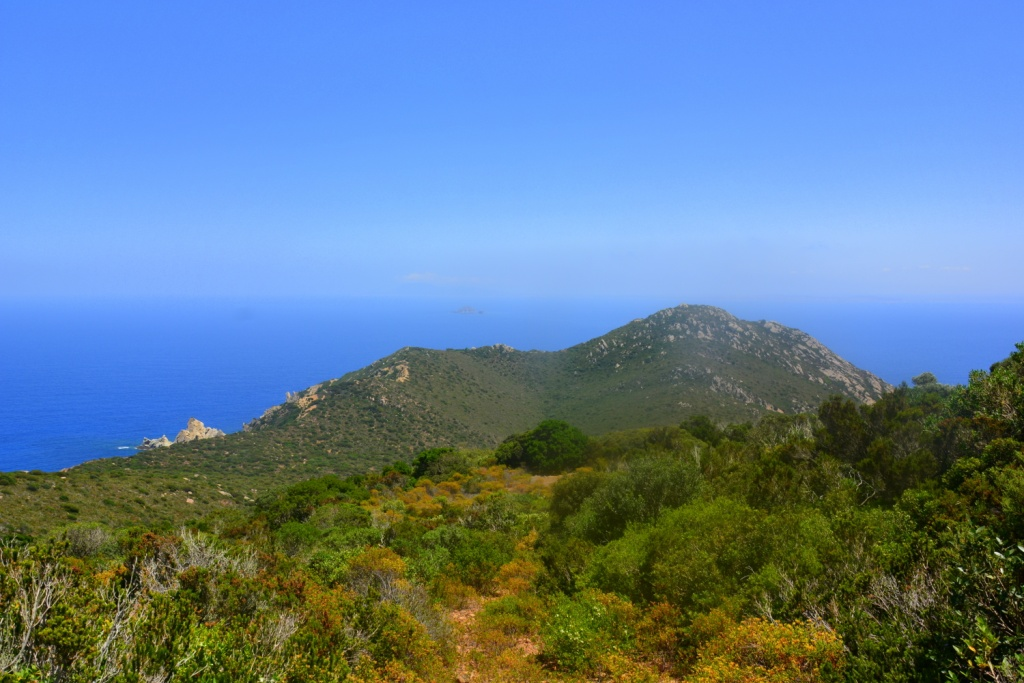
Vue de Zembra vers l'Est et vers l'îlot de Zembretta ; vue également sur la végétation typique de l'île.

Zembra présente une côte fortement accidentée avec des falaises se prolongeant sous la mer jusqu'à - 50 m. Vue de loin, elle donne l'air d'une grande masse rocheuse de 435 mètres d'altitude et entourée de deux rochers : l'Antorcho (nord-ouest) et la Cathédrale (sud-ouest).
Elle se caractérise par un couvert végétal sous forme de maquis dense et par la présence de plantes très rares. On y trouve, également, des invertébrés et des mammifères terrestres introduits par l'homme comme le lapin de garenne, le mouflon corse, le rat noir et le chat haret.
Par ailleurs, située sur la voie de migration médiane entre la Tunisie et le canal de Sicile, Zembra accueille également plus de 25 000 couples d'oiseaux migrateurs qui nichent souvent dans les falaises rocheuses. Les puffins cendrés y forment la plus grande colonie de toute la mer Méditerranée. Enfin, les dauphins ne cessent de fréquenter les zones entourant l'île.

## Activités
C'est une véritable forteresse naturelle qui abrite un complexe touristique jusqu'en 1976 puis passe entre les mains de l'armée tunisienne. Sur la côte sud de l'île, on distingue les traces d'un port antique.
En novembre 2007, un groupe d'investissement chinois présente un nouveau projet de complexe touristique haut de gamme, non sans susciter des inquiétudes parmi les défenseurs de la nature,.